# Лозове (Бахмутський район)
Лозове́ — село Світлодарської міської громади Бахмутського району Донецької області, Україна. Відстань до райцентру становить близько 56 км і проходить автошляхом Т 0513. Поруч розташоване Вуглегірське водосховище.

## Населення
За переписом населення 2001 року в селі мешкало 48 осіб.

### Мова
Розподіл населення за рідною мовою за даними перепису 2001 року:
| Мова       | Чисельність | Відсоток |
| ---------- | ----------- | -------- |
| українська | 32          | 66,67%   |
| російська  | 9           | 25,00%   |
| вірменська | 7           | 8,33%    |
| Усього     | 48          | 100%     |